# Грозненская энергосистема
Грозненская энергосистема была одной из самых развитых на Северном Кавказе в дореволюционный период. Это было связано как с большими запасами нефти и природного газа в регионе, так и с расширением разработок Грозненского нефтяного района иностранными компаниями в 1890-х годах. В советское время энергосистема была модернизирована и расширена. В состав энергосистемы входили крупнейшие на Северном Кавказе электростанции.

## История

### Дореволюционный период
В ноябре 1895 года в Грозненском районе вошёл в строй нефтеперегонный завод английской фирмы «Стюард Лимитед». При заводе была открыта одна из первых в Чечне электростанций.
На следующий год был открыт ещё один завод, самый крупный в регионе на момент открытия, принадлежавший Владикавказской железной дороге, при котором также работала тепловая электростанция. Последняя включала в себя три поршневых паровых машины по 75 лошадиных сил. Генератор мощностью 50 кВт вырабатывал напряжение 190 вольт частотой 25 герц. Переменное напряжение использовалось для питания электродвигателей. Для преобразования переменного напряжение в постоянное напряжением 200 вольт, необходимое для питания освещения, использовались два мотор-генератора по 50 кВт каждый. Обе эти электростанции имели небольшую мощность, часто выходили из строя, были построены с использованием нестандартного и примитивного оборудования.
Товарищество «Ахвердов и Ко» в 1912 году построило более мощную и совершенную электростанцию. На ней работали три электрогенератора мощностью 600 лошадиных сил каждый. Генераторы вырабатывали напряжение 2150 вольт. В качестве топлива использовался природный газ.
В 1913 году компания «Шпис» построила электростанцию, работающую на нефти. На станции было пять паровых котлов по 400 м³, рассчитанных на 16 атмосфер, и три турбины мощностью по 1200 кВт каждая. Суточный расход нефти составлял 900 пудов. Напряжение 3150 вольт, вырабатываемое генераторами, повышалось до 20 киловольт, и передавалось на буровые, на которых стояли двигатели мощностью 60-100 кВт. Это позволило перейти с использования для буровых паровых машин, нефте- и паромоторов на электрическую тягу.
Все эти электростанции работали независимо друг от друга. Использование электричества носило ограниченный характер. Основным в промышленности региона оставался паровой привод.

### Советский период
В 1921 году для координации работ по восстановлению энергосистемы в Грозном было создано «Центральное Нефтеуправление» (ЦНУ), председателем которого был назначен руководитель Трудовой армии на Кавказе Иосиф Косиор. Для решения вопросов электрификации промышленности и нефтепромыслов была создана организация «Электроток», на которую возлагались обязанности по строительству энергетических объектов, энергоснабжению предприятий города, ремонту и обслуживанию электрических сетей.
Началось восстановление электростанции компании «Шпис», которая была переименована в «Красную турбину». Были утверждены планы, в соответствии с которыми в Октябрьском районе должна была быть построена дизельная электростанция мощностью 1300 кВт, а в Заводском районе — 1200 кВт. Предполагалось расширить «Красную турбину», установив на ней 4-й турбогенератор мощностью 3800 кВт, и два котла, после чего мощность «Красной турбины» должна была достигнуть 7400 кВт.
В 1923 году началось строительство дизельной электростанции «Красный дизель» с двумя генераторами по 300 л. с. и двумя — по 460 л. с., мощности которой первое время было достаточно для электроснабжения существовавших тогда нефтеперерабатывающих предприятий. Снабжение значительно улучшилось в 1925 году, когда была введена в строй высоковольтная линия, обеспечившая параллельную работу станций «Красный дизель» и «Красная турбина». Дата введения в строй этой линии может считаться датой рождения Грозненской энергосистемы.
В 1926 году в Октябрьском районе была построена дизельная электростанция «Красный октябрь» для электроснабжения нефтяных промыслов. Электростанция была сразу же включена в Грозненскую энергосистему. Энергосистема работала по вечерам и очень редко — круглосуточно.
В 1929 году была построена ТЭЦ имени Коминтерна, оборудование для первой очереди которой было поставлено немецкими фирмами. После её запуска станция «Красный дизель» была переведена в резерв, а на следующий год демонтирована. Генераторы были переданы «Эмбанефти» и «Майкопнефти». Электростанция «Красный октябрь» также сначала была законсервирована, а затем перевезена в Новогрозненский нефтяной район.
Строительство второй очереди ТЭЦ было завершено в 1932 году, при этом часть оборудования уже была отечественной. В 1934 году была построена высоковольтная линия Грозный — Орджоникидзе на 110 киловольт, которая позволила обеспечить параллельную работу ТЭЦ имени Коминтерна и Гизельдонской ГЭС. В 1935 году на ТЭЦ был установлен турбогенератор мощностью 15 мВт завода «Красный путиловец». В 1937 году на ТЭЦ установили генератор ЛМЗ мощностью 25 мВт. В 1938 году на ТЭЦ-1 был установлен первый в Советском Союзе газо-мазутный прямоточный котёл среднего давления, разработанный профессором Леонидом Рамзиным. Котёл был оборудован несколькими системами автоматического регулирования режимов работы.
Также было построено много мелких электростанций в сельской местности. В 1928 году Ордожникидзевская стала первой электрифицированной станицей республики — здесь была запущена ТЭС мощностью 87 кВт. В 1930 году ТЭС мощностью 35 кВт была введена в строй в санатории Серноводск. В 1938 году — ТЭС мощностью 25 кВт в станице Петропавловской. К 1941 году было электрифицировано 9 сёл Чечено-Ингушетии.
После начала Великой Отечественной войны, 15 августа 1941 года начался демонтаж Грозненской ТЭЦ-1. Работа агрегатов № 1 и № 2 продолжалась, остальное оборудование эвакуировалось Ишимбай, Красноводск, Чирчик, Караганду. 10 сентября 1942 года в результате бомбёжки немецкой авиации на территорию ТЭЦ-1 упали 18 бомб, погибли три человека, были тяжело ранены шестеро, лёгкие ранения получили 18 человек. ТЭЦ получила большие повреждения, возник сильный пожар, который удалось погасить только через четыре дня. Ещё через два дня ТЭЦ возобновила работу. Полностью ТЭЦ была восстановлена в 1944 году.
В 1947 году на ТЭЦ-1 ввели в строй новый турбогенератор мощностью 25 мВт. В 1949 году был запущен парогенератор производительностью 90-110 тонн/час. В 1951 году заработал турбогенератор ЛМЗ мощностью 25 мВт.
В 1948 году началось проектирование Новогрозненской ТЭЦ (ТЭЦ-2). В 1952 году запущен её первый генератор. В 1958 году строительство ТЭЦ-2 было завершено. На ней было установлено 4 турбогенератора по 25 мВт, 2 генератора по 50 мВт, и один генератор мощностью 100 мВт. До 1963 года ТЭЦ-2 была крупнейшей на Северном Кавказе.
В 1953—1955 годах ЛЭП республики были переведены с напряжения 20 киловольт на 35 киловольт — стандартное напряжение для линий электропередач СССР.
В связи с организацией совнархозов в 1958 году была создана энергосистема «Грозэнерго». Все генерирующие предприятия перешли в подчинение Чечено-Ингушского совнархоза. В 1972 году все сельские районы республики были электрифицированы. Более 300 мелких электростанций были демонтированы.